# Maria Kunštek
Maria Kunštek (* 6. November 1998 in Našice) ist eine kroatische Fußballspielerin, die zumeist als Innenverteidigerin eingesetzt wird.

## Vereinskarriere

### Karrierebeginn bei Našice und Wechsel nach Osijek
Maria Kunštek wurde am 6. November 1998 in der slawonischen Kleinstadt Našice geboren und begann im Alter von fünf Jahren ihre Vereinskarriere beim NK NAŠK Našice. Dort durchließ sie bis 2011 sämtliche Nachwuchsspielklassen und schaffte in weiterer Folge den Sprung in den Nachwuchsbereich des ŽNK Osijek, für den sie bis zur Saison 2014/15 in den Jugend- und Akademienmannschaft zum Einsatz kam. Zuletzt spielte die 16- bzw. 17-Jährige in der Spielzeit 2014/15 in der U-19-Mannschaft des Klubs und gab noch in derselben Saison ihr Debüt im Erwachsenenbereich. Nachdem sie sich bis dahin im Nachwuchs als äußerst torgefährlich präsentiert hatte, debütierte Kunštek am 8. November 2014, zwei Tage nach ihrem 16. Geburtstag, bei einem 7:0-Kantersieg über den ŽNK Agram in der höchsten kroatischen Frauenfußballliga. Dabei wurde sie zur Halbzeit für die kroatische Nationalspielerin Iva Culek eingewechselt. Der ŽNK Osijek wurde am Ende der Saison 2014/15 souverän kroatischer Meister, nachdem die Mannschaft alle 17 Saisonspiele meist deutlich für sich entschieden hatte. Zudem wurde Osijek kroatischer Pokalsieger 2014/15. Kunštek kam in dieser Saison in neun Erstligapartien zum Einsatz, steuerte dabei sechs Treffer bei und kam zudem zu Einsätzen im kroatischen Pokal. Nebenbei kam sie auch weiterhin in der U-19-Mannschaft des Klubs zum Einsatz.

### Serienmeister und mehrfacher Pokalsieger mit Osijek
Im Miniturnier der Qualifikation zur UEFA Women’s Champions League 2015/16 belegte sie mit ihrer Mannschaft in der Gruppe 6 nur den dritten Platz und scheiterte damit an der Qualifikation zur Finalrunde. Auch 2015/16 gewann Kunštek mit ihrer Mannschaft überlegen und ungeschlagen die kroatische Meisterschaft und wurde abermals Pokalsieger. Mit sieben Toren aus 13 Ligapartien agierte die junge Kroatin noch relativ torgefährlich, konzentrierte sich jedoch in den Folgejahren vermehrt auf ihre Defensivaufgaben. In der Saison 2016/17 setzte Maria Kunštek ihren erfolgreichen Weg beim ŽNK Osijek fort und war fester Bestandteil der ersten Mannschaft, die abermals im Miniturnier der Champions-League-Qualifikation ausschied. Die junge Defensivspielerin absolvierte in der höchsten kroatischen Frauenliga insgesamt zwölf Ligaspiele und erzielte dabei ein Tor. Der ŽNK Osijek dominierte die Liga einmal mehr deutlich: Die Mannschaft gewann alle 18 Saisonspiele, erzielte dabei 157 Treffer und ließ lediglich zwei Gegentore zu. Neben der erfolgreichen Titelverteidigung in der Meisterschaft sicherte sich der Verein auch in dieser Spielzeit den kroatischen Pokalsieg, womit Kunštek innerhalb kürzester Zeit bereits ihre dritte nationale Double-Saison feiern konnte.
Wie bereits in den vorangegangenen Spielzeiten scheiterte der ŽNK Osijek auch 2017/18 am Miniturnier der Qualifikation zur Champions League. In der 1. HNLŽ 2017/18 erreichte sie mit Osijek über 200 erzielte Tore bei lediglich 19 Ligapartien; die Defensive rund um die junge Innenverteidigerin ließ über die gesamte Saison hinweg nur zwei Gegentreffer zu. Kunštek selbst kam in dieser Saison in zehn Ligaspielen zum Einsatz und war mit sechs Treffern auch an den 209 erzielten Toren ihrer Mannschaft beteiligt. Im kroatischen Fußballpokal ereilte die Mannschaft bereits im Viertelfinale gegen den späteren Pokalsieger, den ŽNK Split, das vorzeitige Aus. Auch 2018/19 scheiterte sie mit ihrer Mannschaft wieder an der Champions-League-Qualifikation, konnte sich mit den Slawonen allerdings auch in der Liga und im Cup nicht durchsetzen. Zum ersten Mal seit neun Jahren musste der ŽNK Osijek eine Liganiederlage hinnehmen und rangierte am Saisonende 2018/19 – trotz 16 Siegen aus 18 Spielen – mit drei Punkten Rückstand auf den ŽNK Split auf dem zweiten Tabellenrang. Auch im Finale des kroatischen Fußballpokals scheiterte sie mit ihrer Mannschaft mit 0:1 an dem Klub aus Split. Insgesamt absolvierte die 20-Jährige bis zum Saisonende 17 Meisterschaftsspiele und erzielte ein Tor. In der spielfreien Zeit der Winterpause absolvierte sie im Januar 2019 drei Meisterschaftsspiele für den AMNK Alumnus Sesvete in der 1. HMNLŽ, der höchsten Futsalliga des Landes.

### Zwischen Titelträger und Verfolger
In der nachfolgenden Saison, in der Osijek erstmals seit 2006/07 keinen internationalen Startplatz erreichte, scheiterte sie mit ihrem Klub erneut am ŽNK Split. Zwar lagen beide Teams am Saisonende punktegleich, jedoch setzte sich Split im direkten Duell durch. Mit 18 von 20 möglich gewesenen Spielen war Kunštek, die es dabei auf zwei Treffer brachte, eine der Stammkräfte im Kader. Der kroatische Fußballpokal 2020, in dem Osijek im Viertelfinale einstieg und dabei den ŽNK Viktorija Slavonski Brod mit 7:0 bezwang, wurde nur kurz darauf aufgrund der COVID-19-Pandemie abgebrochen und nicht zu Ende gespielt. Wie bereits im Winter davor kam die Abwehrspielerin auch im Winter 2019/20 als Futsalspielerin beim AMNK Alumnus Sesvete zum Einsatz. Zwischen Dezember 2020 und Januar 2021 absolvierte sie acht Meisterschaftsspiele, in denen sie ebenso viele Treffer erzielte. Nachdem Kunštek wieder nach Osijek zurückgekehrt war, schloss der Klub aus dem knapp 300 Kilometer entfernten Sesvete, die Meisterschaft wie bereits im Jahr zuvor auf dem zweiten Platz ab. 2020/21 konnte sich die Innenverteidigerin mit ihrem Team nach mehreren Anläufen wieder knapp gegen Split durchsetzen, wobei das direkte Duell letztlich zugunsten von Osijek ausfiel. Neben dem Meistertitel zog der ŽNK Osijek auch in das Finale des Fußballpokals 2020/21 ein und verlor dieses erst im Elfmeterschießen gegen den ŽNK Split. Kunštek war mit 19 Meisterschaftseinsätzen (+ fünf Tore) wieder als Stammspielerin in der Abwehrreihe der Slawonen im Einsatz. Wie bereits in den Jahren zuvor war sie auch in dieser Winterpause wieder im Futsal aktiv, diesmal jedoch für die neu gegründete Futsalmannschaft des ŽNK Osijek, der erstmals ein eigenes Team stellte. Nach fünf Treffern in acht Spielen der regulären Saison absolvierte die Abwehrspielerin weitere vier Spiele in den Play-offs, wobei sie zweimal zum Torerfolg kam. Mit der Mannschaft wurde sie auch hier überlegen kroatischer Meister.
Nach zweijähriger Pause nahm Kunštek mit der Mannschaft wieder an der Qualifikation zur UEFA Champions League teil, die mittlerweile jedoch in einem anderen Format ausgetragen wurde. Nach Siegen über den ŽFK Breznica aus Montenegro und den RSC Anderlecht aus Belgien in der ersten Qualifikationsrunde zog sie mit Osijek in die zweite Runde ein, unterlag dort jedoch Breiðablik Kópavogur aus Island mit 1:4. In der Liga rangierte Kunštek mit ihrer Mannschaft in der Saison 2021/22 nach den 14 Meisterschaftsspielen der regulären Spielzeit noch auf dem ersten Tabellenplatz, rutschte jedoch in den nachfolgenden Meister-Play-offs hinter Split auf den zweiten Platz ab und beendete die Saison als Vizemeister. Im November 2021 agierte sie erstmals als Kapitänin ihrer Mannschaft, mit der sie es auch im kroatischen Pokal 2021/22 bis ins Finale schaffte und dieses knapp mit 0:1 gegen Split verlor. Erstmals war Kunštek in allen Ligaspielen einer Saison für ihre Mannschaft im Einsatz. In der Spielzeit 2022/23 kam die Innenverteidigerin in 16 von 20 möglich gewesenen Ligapartien zum Einsatz, erzielte zwei Tore und errang mit der Mannschaft den sechsten Meistertitel ihrer bisherigen Karriere. Im kroatischen Fußballpokal 2022/23 schied sie mit ihrem Team bereits im Viertelfinale gegen den späteren Pokalsieger aus Split aus.

### Wechsel ins Ausland
2023/24 startete sie in ihre zehnte Saison mit dem ŽNK Osijek und kam für diesen bis zur Winterpause in acht Ligapartien zum Einsatz, ehe sich für sie ein erstmaliger Auslandswechsel auftat. Kunštek verließ daraufhin den slawonischen Klub, der zum Saisonende abermals kroatischer Meister wurde und im Pokalfinale ausschied, in Richtung Schweden. Dabei unterschrieb die damals 25-Jährige einen Zweijahresvertrag bis einschließlich des Spieljahres 2025. In der Damallsvenskan 2024 verzeichnete die Kroatin daraufhin jedoch keinen einzigen Einsatz und absolvierte lediglich einen einzigen Einsatz im schwedischen Fußballpokal. Mitunter auch aufgrund der erfolgreichen Debütsaison von Emma Holmqvist, die ebenso als Innenverteidigerin agierte, blieben Einsatzzeiten Kunšteks in diesem Spieljahr weitestgehend aus. Noch während der laufenden Spielzeit wechselte die Kroatin im August 2024 weiter zum belgischen Erstligisten Oud-Heverlee Löwen. Auch hier unterschrieb Kunštek einen Zweijahresvertrag. Wie bereits in Schweden musste die Kroatin auch bei OH Löwen anderen Spielerinnen den Vortritt lassen und brachte es über die gesamte Saison 2024/25 lediglich zu fünf Kurzeinsätzen in der Liga und saß zumeist ohne Einsatz auf der Ersatzbank. Zusätzlich kam sie in einem Spiel des belgischen Fußballpokals 2024/25 zum Einsatz. Am Saisonende wurde sie mit OH Löwen Meister und ließ dabei die sonst so dominierenden Teams von RSC Anderlecht und Standard Lüttich hinter sich. Im belgischen Cup schied sie mit der Mannschaft bereits im Halbfinale gegen Lüttich aus.
Im Sommer 2025 schloss sich die 26-Jährige dem österreichischen Bundesligisten SK Sturm Graz an.

## Nationalmannschaftskarriere

### U-17, U-18 und U-19
Bereits während ihrer Jugendzeit beim ŽNK Osijek schaffte Kunštek den Sprung in die kroatische U-17-Nationalmannschaft. Ihr Debüt gab sie am 3. Juli 2013 in einem Freundschaftsspiel gegen Bosnien und Herzegowina, das mit 5:2 gewonnen wurde. Im darauffolgenden Jahr gehörte sie dem Kader für die Qualifikation zur U-17-Europameisterschaft 2015 an und absolvierte dabei alle drei Spiele der ersten Qualifikationsrunde. Zwischen dem 9. und 14. Oktober 2014 stand sie jeweils über die volle Spielzeit am Feld – zunächst bei einer 1:5-Niederlage gegen Schweden, dann bei einem 0:3 gegen Schottland und schließlich beim abschließenden 2:0-Erfolg über Montenegro. Insgesamt absolvierte Kunštek vier Länderspiele für das kroatische U-17-Nationalteam.
Im Juni 2015 bestritt Maria Kunštek drei freundschaftliche Länderspiele für die kroatische U-18-Nationalmannschaft. Beim 2:1-Sieg gegen Wales am 18. Juni, beim 6:1-Kantersieg gegen Moldawien am 19. Juni und beim 3:2-Erfolg über Mazedonien am 21. Juni wurde sie jeweils in der Startelf eingesetzt. Mit ihren Einsätzen trug sie jedoch zur erfolgreichen Bilanz des kroatischen Teams bei, das alle drei Partien für sich entscheiden konnte. 
Kunštek sammelte zwischen 2015 und 2016 mehrere Einsätze in der kroatischen U-19-Nationalmannschaft im Rahmen der Qualifikationen zur U-19-Europameisterschaft 2016 und 2017. Am 15. September 2015 stand sie bei der 0:4-Niederlage gegen Belgien über die volle Spielzeit auf dem Platz und kam Fünf Tage später bei der 1:2-Niederlage gegen Aserbaidschan ebenfalls zum Einsatz. Im Oktober 2016 spielte sie bei der EM-Quali 2017 in zwei Partien: Bei der klaren 0:7-Pleite gegen Tschechien wurde sie nach 68 Minuten vom Platz genommen, während sie beim 2:1-Sieg gegen Estland über die gesamte Spielzeit spielte. Dies waren ihren nachweislich einzigen Auftritte in der kroatischen U-19-Nationalauswahl.

### A-Nationalmannschaft (ab 2015)
Am 31. August 2015 gab die damals 16-Jährige ihr A-Nationalmannschaftsdebüt, als sie bei einem 7:1-Kantersieg über Albanien – einem der beiden höchsten Siege in der Verbandsgeschichte – eine Halbzeit absolvierte. Danach verging ein halbes Jahr, ehe die mittlerweile 17-Jährige erneut zu Länderspieleinsätzen für die A-Nationalmannschaft kam. So absolvierte sie im März zwei freundschaftliche Länderspiele gegen Nordirland und die Slowakei und musste danach abermals sechs Monate auf weitere Länderspielauftritte warten. In der Qualifikation zur Europameisterschaft 2017 kam sie im letzten Qualifikationsspiel zu einem Kurzeinsatz gegen Russland, das das Spiel mit 5:0 gewann. Die Kroatinnen konnten sich als Vierter der fünften Qualifikationsgruppe nicht für die EM-Endrunde in den Niederlanden qualifizieren. In den nachfolgenden Monaten kam die junge Innenverteidigerin vermehrt zu Einsätzen für ihr Heimatland und kam zwischen November 2016 und März 2017 in zwei Länderspielen gegen die Slowakei sowie in jeweils einer Partie gegen Ungarn und Bosnien-Herzegowina zum Einsatz. Bei einem 3:0-Erfolg in einem Freundschaftsspiel gegen Jordanien im Juli 2017 kam Kunštek zu einem Kurzeinsatz und wurde in weiterer Folge vier Jahre nicht mehr für die kroatische Nationalmannschaft berücksichtigt.
Erst im Juni 2021 kam Kunštek wieder in einem Länderspiel Kroatiens zum Einsatz und wurde bei einer 1:4-Niederlagen in einem Freundschaftsspiel gegen Slowenien von Mate Prskalo über die volle Spieldauer eingesetzt. Ab September 2021 nahm sie mit ihrem Heimatland an der Qualifikation zur Weltmeisterschaft 2023 teil und absolvierte in der ein Jahr dauernden Qualifikation sechs der zehn Qualifikationsspiele Kroatiens und kam dazwischen auch in einem weiteren Freundschaftsspiel gegen Slowenien zum Einsatz. Mit den Kroatinnen rangierte sie am Ende der Quali auf dem vierten Platz der Gruppe G und verpasste so ein weiteres Mal die Teilnahme an einem Großevent. Im November 2022 absolvierte sie zwei freundschaftliche Länderspiele gegen Aserbaidschan und kam im März 2023 ebenfalls in zwei Freundschaftsspielen gegen Finnland und Rumänien zu Einsatzminuten. Ab September 2023 gehörte Kunštek zum kroatischen Aufgebot, das an er erstmaligen Austragung einer UEFA Women’s Nations League teilnahm. Ihr Debüt bei der UEFA Women’s Nations League 2023/24 gab die Abwehrspielerin gleich im ersten Gruppenspiel gegen Rumänien und wurde auch danach – zumeist als Stammkraft in der Defensive – in allen fünf weiteren Gruppenpartien eingesetzt. Mit ihrem Heimatland rangierte sie am Ende auf dem zweiten Platz der Gruppe B2, woraufhin Kroatien in die Play-offs gegen ein drittplatziertes Teams aus den Gruppen der Liga A – in diesem Fall Norwegen musste. Die 25-Jährige kam in beiden Partien gegen die Skandinavierinnen zum Einsatz und schied mit ihrem Heimatland mit einem Gesamtergebnis von 0:8 aus diesen beiden Spielen vorzeitig aus dem Turnier aus.
Nur etwas über einen Monat nach dem Ausscheiden aus der Nations League lief die Innenverteidigerin in den ersten beiden Spielen der Qualifikation zur Europameisterschaft 2025 auf, wurde jedoch in den nachfolgenden vier Qualifikationsspielen bis zum Sommer 2024 nicht mehr berücksichtigt. Als Dritter der Gruppe B4 scheiterte Kroatien abermals an der Qualifikation für ein internationales Turnier. Ihr bislang letztes Länderspiel absolvierte Kunštek am 21. Februar 2025 im Rahmen der UEFA Women’s Nations League 2025 – Liga B gegen Tschechien.
Bis dato (Stand: 10. Juli 2025) absolvierte Kunštek 33 A-Länderspiele für ihr Heimatland.

## Erfolge
mit dem ŽNK Osijek
- Kroatischer Meister (7×): 2014/15, 2015/16, 2016/17, 2017/18, 2020/21, 2022/23 und 2023/24 (Wechsel im Winter 2023/24)
- Kroatischer Vizemeister (3×): 2018/19, 2019/20, und 2021/22
- Kroatischer Pokalsieger (3×):  2014/15, 2015/16 und 2016/17
- Kroatischer Pokalfinalist (4×): 2018/19, 2020/21, 2021/22 und 2023/24 (Wechsel im Winter 2023/24)
- Kroatischer Futsalmeister (1×): 2020/21

mit Oud-Heverlee Löwen
- Belgischer Meister (1×): 2024/25

## Karriere neben dem Fußball
Maria Kunštek absolvierte die Medicinska škola Osijek, eine traditionsreiche berufsbildende Oberschule für Gesundheitsberufe in Osijek. Später wurde sie an der Zdravstveno veleučilište Zagreb, einer Fachhochschule für angewandte Gesundheit in Zagreb, als Physiotherapeutin ausgebildet. Ihre Diplomarbeit, die sie im Jahr 2020 einreichte, behandelte Najčešće ozljede u ženskom nogometu i njihova prevencija (dt.: Die häufigsten Verletzungen im Frauenfußball und ihre Prävention).